# Třtěnice
Třtěnice jsou obec v okrese Jičín v Královéhradeckém kraji. Leží asi sedm kilometrů jihovýchodně od Jičína. Žije v ní 345 obyvatel.

## Název
Jméno obce je odvozeno od potoka s názvem Lužanka, jež v obci teče mezi tzv, třtím - tedy rákosím.

## Historie
První písemná zmínka o obci pochází z roku 1391. Část vsi Třtěnice patřila ke tvrzi v Kovači. Okolo roku 1530 prodali bratři Hroch, Václav a Petr Bílští z Karíškova tvrz Kovač s dvorem a vsí a vše co měli v Třtěnicích a okolních obcích, Janovi Jilemnickému z Újezdce a Kounic. Jan pak v roce 1533 koupil od Jiřího z Černína tvrz a ves Chomutičky. V roce 1584 byl statek Kovač Janovými vnučkami prodán. Novým majitelem se stal Jaroslav Jan Smiřický ze Smiřic. Ten po svém otci Jindřichovi  dědil též obec Úlibice, koupené v roce 1568 od Bedřicha z Valdštejna. K Úlibicím byl připojen statek Kovač a s ním i ves Třtěnice. Po smrti bezdětných bratrů Jaroslava Jana  a Albrechta Vladislava Smiřických, dědil všechny rodové statky jejich bratr Zikmund. 
Panství Jičín-Kumburk-Úlibice, v němž se Třtěnice nacházely, bylo v roce 1636 postoupeno Rudolfovi sv. pánovi z Tiefenbachu (+ 1653). Po něm dědila jeho manželka Marie Anna Eliška ze Šternberka, která panství odkázala Janovi Norbertovi ze Šternberka Jeho syn Jan Josef prodal v roce 1710 Jičín a kumburské panství Janovi Josefovi, hraběti z Trautmannsdorfu. Trautmannsdorfové zde byli vrchnosti až do roku 1850 a majiteli velkostatku do roku 1945. 

## Obyvatelstvo
| Rok            | 1869 | 1880 | 1890 | 1900 | 1910 | 1921 | 1930 | 1950 | 1961 | 1970 | 1980 | 1991 | 2001 | 2011 | 2021 |
| -------------- | ---- | ---- | ---- | ---- | ---- | ---- | ---- | ---- | ---- | ---- | ---- | ---- | ---- | ---- | ---- |
| Počet obyvatel | 476  | 528  | 520  | 512  | 514  | 505  | 554  | 383  | 400  | 370  | 356  | 332  | 329  | 329  | 334  |
| Počet domů     | 69   | 70   | 76   | 83   | 90   | 91   | 109  | 118  | 114  | 112  | 106  | 103  | 134  | 137  | 139  |

## Obecní správa

### Obecní symboly
Znak a vlajka byly obci uděleny rozhodnutím předsedy Poslanecké sněmovny Parlamentu České republiky dne 15. listopadu 2005.

## Pamětihodnosti
- Kaple svaté Anny z roku 1902 u hřbitova za vesnicí
- Švěhlův pomníček